# فيلي ألين
فيلي ألين (بالإنجليزية: Willie Allen)‏ هو سائق سباق أمريكي، ولد في 15 يونيو 1980 في Bon Aqua, Tennessee ‏ في الولايات المتحدة.

## وصلات خارجية
- الموقع الرسمي
- فيلي ألين على موقع Racing-Reference.info (الإنجليزية)